# Sotakoira
Sotakoira è l'ottavo album della band heavy metal finlandese Kotiteollisuus, prima nota come Hullu ukko ja kotiteollisuus.

## Tracce
1. Karhujen talo (Kari Peitsamo) – 2:36
2. Musti sotakoira (Kollaa Kestää) – 1:54
3. Kevät (Tavaramarkkinat) – 4:17
4. Vaasankin veri vapisee (Juice Leskinen) – 3:51
5. Pissaa ja paskaa (Terveet Kädet) – 0:36
6. Onnellinen perhe (Ne Luumäet [Ramones]) – 3:36
7. Matti (CMX) – 0:22
8. Rakkauslaulu (Juliet Jonesin Sydän) – 2:33
9. Rääväsuita Ei Haluta Suomeen (Eppu Normaali) – 3:27
10. Kuolla Elävänä (Mana Mana) – 5:47

## Formazione
- Jouni Hynynen - voce, chitarra
- Janne Hongisto - basso, voce (sottofondo)
- Jari Sinkkonen - batteria, voce (sottofondo)